# Sárgafarú bülbül
A sárgafarú bülbül (Pycnonotus xanthopygos) a madarak osztályának verébalakúak (Passeriformes) rendjébe, a bülbülfélék (Pycnonotidae) családjába tartozó faj.
Magyar neve forrással nem megerősített, lehet, hogy a német név tükörfordítása (Gelbsteißbülbül), angolul fehér szemüveges bülbül (White-spectacled Bulbul).

## Előfordulása
Törökország, Egyiptom, Izrael, Jordánia, Libanon, Omán, Szaúd-Arábia, Szíria és Jemen területén honos, kóborlásai során eljut Irakba is.

## Megjelenése
Testhossza 18 centiméter, szárnyfesztávolsága 26–31 centiméter, testtömege pedig 31–43 gramm. Átlagos élettartama 8 év.
|  |  |